# Pleopeltis guttata
El helecho milpiés punteado (Pleopeltis guttata) es un helecho, miembro de la familia Polypodiaceae, este es el nombre científico actualmente aceptado para Polypodium guttatum; el nombre Polypodium, significa “muchos pies” haciendo referencia a las pinas que integran las láminas, el nombre de la especie (P. guttatum), hace referencia a los puntos (escamas) que se presentan en la superficie de las láminas.

## Clasificación y descripción
Rizoma: rastrero, de 2 a 3 mm de diámetro, con escamas de hasta 1.5 mm de largo;  frondes: de 15 a 25 cm de largo; pecíolo: de 1/3 a 1/2 del largo de la fronda, de color café rojizo hasta un negro casi púrpura (atropurpureo), sin pelillos; lámina: pinnada, de forma obloga-deltada. No angosta en la base, de entre 4.5 y 7 cm de ancho; pinnas: de 12 a 15 pares, lineare, de 4 a 7 mm de ancho, nada o algo constreñidas en la base los ápices son obtusos o raramente agudos, el margen es entero o con pequeños bordes crenulados, se presentan escamas en la superficie inferior (abaxial) con forma ovado laceolado de color naranja a café; soros: redondeados, en una posición media; indusio: ausente.

## Distribución
Endémica de México, aunque su distribución es amplia en los estados de Aguascalientes, Baja California Sur, Chihuahua, Coahuila, Durango, Guanajuato, Hidalgo, México, Michoacán, Nuevo León, Oaxaca, Puebla Querétaro, San Luis Potosí, Tamaulipas, Veracruz y Zacatecas.

## Hábitat
Crece entre y sobre rocas por lo general, en cañones con bosque de encino, pino o mixtos.

## Estado de conservación
No se encuentra sujeta a ningún estatus de conservación.